# Куп Украјине у фудбалу
Куп Украјине у фудбалу (укр. Кубок України) је фудбалско куп такмичење које се организује од стране Фудбалског савеза Украјине од 1992. године. Победник такмичења иде у квалификације за Лигу Европе. Од сезоне 2003/04. победник такмичења учествује у суперкупу Украјине, где игра против освајача Премијер лиге Украјине. Финале купа се традиционално игра на Олимпијском стадиону у Кијеву.

## Освајачи купа
| Клуб             | Број титула | Сезоне                                                                                   |
| ---------------- | ----------- | ---------------------------------------------------------------------------------------- |
| Шахтар Доњецк    | 15          | 1995, 1997, 2001, 2002, 2004, 2008, 2011, 2012, 2013, 2016, 2017, 2018, 2019, 2024, 2025 |
| Динамо Кијев     | 13          | 1993, 1996, 1998, 1999, 2000, 2003, 2005, 2006, 2007, 2014, 2015, 2020, 2021             |
| Черноморец Одеса | 2           | 1992, 1994                                                                               |
| Таврија          | 1           | 2010                                                                                     |
| Ворскла Полтава  | 1           | 2009                                                                                     |